# Topobea reducta
Topobea reducta är en tvåhjärtbladig växtart som beskrevs av Henry Allan Gleason. Topobea reducta ingår i släktet Topobea och familjen Melastomataceae. Inga underarter finns listade i Catalogue of Life.